# Johannes Virolainen
Johannes Virolainen, né le 31 janvier 1914 à Vyborg et mort le 11 décembre 2000 à Lohja, est un homme d'État finlandais, membre de la Ligue agrarienne (ML), devenue Parti du centre (Kesk).
Il est Premier ministre du 12 septembre 1964 au 27 mai 1966,.

## Biographie
Johannes Virolainen est né près de Viipuri. 
Après la guerre de continuation, Johannes Virolainen s'installe à Lohja, mais il est resté l'un des chefs des Caréliens évacués et n'a jamais abandonné l'espoir que l'Union soviétique et plus tard la Russie rendraient la Carélie.

## Carrière
Johannes Virolainen est vice-ministre de l'Intérieur 1950–1951, Ministre au Conseil d'État 1951 et 1956–1957; Ministre de l'Éducation des gouvernements Kekkonen IV, Törngren et Fagerholm II (1953, 1954, 1956–1957 et 1968–1970); Ministre des Affaires étrangères des gouvernements Kekkonen V, Sukselainen I et Fagerholm III (1954–1956, 1957 et 1958); Vice-Premier ministre des gouvernements Fagerholm II, Sukselainen I, Fagerholm III, Karjalainen I, Koivisto I et Sorsa II (1957, 1958, 1962–1963, 1968–1970 et 1977–1979); Ministre de l'Agriculture de Miettunen I et Karjalainen I (1961-1963), Ministre des finances du gouvernement Sorsa I (1972-1975) et Ministre de l'agriculture et des forêts de Miettunen III et Sorsa II (1976-1979).

## Écrits
- (fi) Johannes Virolainen, Pöytäkirjat puhuvat, 1948
- (fi) Johannes Virolainen, Maaseutuhenkinen elämänkatsomus, 1949
- (fi) Johannes Virolainen, Maatalousmaan arvioimisesta ja arvosta Suomessa vuosina 1934–38 (thèse), 1951
- (fi) Johannes Virolainen, Karjalainen kotikylä, 1955
- (fi) Johannes Virolainen, Maalaisliiton johtavat aatteet, 1961
- (fi) Johannes Virolainen, Pääministerinä Suomessa, Helsinki, Kirjayhtymä, 1969
- (fi) Johannes Virolainen, Ainoa vaihtoehto – poliittinen keskusta, 1971
- (fi) Johannes Virolainen, Kuka ottaa vastuun?, Helsinki, Kirjayhtymä, 1978 (ISBN 951-26-1564-9)
- (fi) Johannes Virolainen, Onko valta kansalla?, Helsinki, Otava, 1981 (ISBN 951-1-06721-4)
- (fi) Johannes Virolainen, Yöpakkasista juhannuspommiin, Otava, 1982, helsinki (ISBN 951-1-07115-7)
- (fi) Johannes Virolainen, Sanoi Paasikivi, Helsinki, Otava, 1983 (ISBN 951-1-07641-8)
- (fi) Johannes Virolainen, Muistiinpanoja ja myllykirjeitä, Helsinki, Otava, 1984 (ISBN 951-1-08037-7)
- (fi) Johannes Virolainen, Yhden äänen presidentti, Helsinki, Otava, 1985 (ISBN 951-1-08731-2)
- (fi) Johannes Virolainen, Vallankäyttö Kekkosen kaudella, Helsinki, Otava, 1986 (ISBN 951-1-09077-1)
- (fi) Johannes Virolainen, Karjalaiset Suomen kohtaloissa, Helsinki, Otava, 1988 (ISBN 951-1-10263-X)
- (fi) Johannes Virolainen, Siirtokarjalaiset 1941–44, Helsinki, Otava, 1989 (ISBN 951-1-10921-9)
- (fi) Johannes Virolainen, Viimeinen vaalikausi, Helsinki, Otava, 1991 (ISBN 951-1-11995-8)
- (fi) Johannes Virolainen, Polun varrelta, Helsinki, Otava, 1993 (ISBN 951-1-12763-2)
- (fi) Johannes Virolainen, Kuvat kulkevat, Helsinki, Otava, 1994 (ISBN 951-1-13165-6)
- (fi) Johannes Virolainen, Vain pieni kansanlaulu, 1994
- (fi) Johannes Virolainen, Politiikan puolustus, Helsinki, Otava, 1996 (ISBN 951-1-14311-5)
- (fi) Johannes Virolainen, Kolmas elämä, yhdessä Kyllikki Virolaisen kanssa, Porvoo, WSOY, 1998 (ISBN 951-0-22492-8)
- (fi) Johannes Virolainen, Valtioneuvos muistelee, Helsinki, Otava, 2000 (ISBN 951-1-17236-0)